# Anguillulina bryophila
Anguillulina bryophila is een rondwormensoort. De wetenschappelijke naam van de soort is voor het eerst geldig gepubliceerd in 1914 door Steiner.